# Arta, Djibouti
Arta (somaliska: Carta, arabiska: أرتا) är en stad i sydöstra Djibouti. Den ligger i regionen Arta, 35 kilometer väst om huvudstaden Djibouti. Staden hade 13 260 invånare (2009).